# Castello di Malmö
Il castello di Malmö (in svedese Malmöhus, in danese Malmøhus) è una fortezza che si trova a Malmö, in Svezia. Il primo castello fu fondato nel 1434 dal sovrano Eric di Pomerania. La struttura fu demolita nei primi anni del XVI secolo, ed una nuova struttura fu costruita negli anni trenta del medesimo secolo. Storicamente, la fortezza costituiva una delle più importanti della Svezia. Nel castello trova la propria sede il museo d'arte.